# オオツチグモ属
オオツチグモ属（オオツチグモぞく、Theraphosa〈テラフォサ/テラポサ〉）は、南米において鳥喰い（とりくい）の異名を持つタランチュラの中でも比較的体長が大きい種で編成されるクモの仲間。1805年にフランスの科学者・シャルル・バルキュネ男爵が設立。オオツチグモ科の下位に位置する階級。

## 生息環境
高温多湿な熱帯雨林のうち、原生林を流れる支川の近くにある地面の巣穴にいる。

## 形態
膝関節と脛節（）には長い毛がないが、第一歩脚と第二歩脚の基節に摩擦音（Stridulation）を発生させる剛毛がある。メスはオスの精子を貯蓄して卵子に到達するのを未然に防ぐ受精嚢（）を一つ持つ。

## 生態

### 食物
肉食動物であり、森林の土壌に生息する多種多様な無脊椎動物を捕食する。小型の脊椎動物を捕らえることもある。

## オオツチグモ属を編成する種
| 画像                   | 名称 |
| ---------------------- | --- |
| テラポサ・アポフィシス | 学名：テラフォサ・アポフィシス 00000Theraphosa apophysis (Tinter, 1991) 00000英名：Pinkfoot Goliath Birdeater 00000（）                 |
| ルブルンオオツチグモ   | 和名：ルブロンオオツチグモ 学名：テラフォサ・ブロンディ 00000Theraphosa blondi (Latreille, 1804) 00000英名：Goliath birdeater 00000（） |
|                        | 学名：テラフォサ・スピニペス 00000Theraphosa spinipes (Ausserer, 1871)                                                                  |
| テラポサ・スティルミ   | 学名：テラフォサ・スティルミ 00000Theraphosa stirmi Rudloff & Weinmann, 2010 00000英名：burgundy goliath birdeater 00000（）            |

### 以前に所属していた種
- 旧学名：テラフォサ・パナマヌム/Theraphosa panamanum (Karsch, 1880)
  - →新学名：セリコペルマ・パナマヌム/Sericopelma panamanum (Karsch, 1880)[6]

## 注意点
1. ↑  過去にLasiodora spinipesという学名でよばれていた種は2023年にブラジル人のロジェリオ・ベルターニによってオオツチグモ属に含まれる新たな学名Theraphosa spinipesとして再編成された。

## 関連記事
- オオツチグモ科